# Andrij Kos
Andrij Kos, ukr. Андрій Кос (ur. 11 grudnia 1864 w Komarnie, zm. 25 marca 1918 tamże) – ukraiński adwokat i polityk, poseł do austriackiej Rady Państwa.
Pochodził z rodziny chłopskiej, syn Michała posiadającego gospodarstwo w Komarnie. Ukończył gimnazjum we Lwowie (1879) i wydział prawa uniwersytetu w Wiedniu, gdzie uzyskał doktorat (1884). Był adwokatem Sądu Krajowego we Lwowie, prowadził od 1896 kancelarię we Lwowie a następnie od 1897 w Kałuszu. Adwokat sądu powiatowego w Kałuszu (1897-1914) i sądu obwodowego w Stanisławowie (1903-1914)
Od okresu studiów związany z ukraińskim ruchem narodowym. Od 1903 był prezesem oddziału Towarzystwa "Proświta" w Kałuszu. Członek państwowej komisji egzaminacyjnej dla nauczycieli szkół ludowych w Krośnie (1911-1914) Przed pierwszą wojną aktywista Towarzystwa Gimnastyczno-Pożarniczego "Sicz", przygotowującego ukraińskie kadry wojskowe.
Działacz Ukraińskiej Partii Narodowo-Demokratycznej. Członek Rady Powiatowej w Kałuszu z grupy gmin wiejskich (1898-1914), członek Wydziału Powiatowego w Kałuszu (1913-1914). Poseł do austriackiej Rady Państwa X kadencji (31 stycznia 1901 – 30 stycznia 1907) z kurii V powszechnej z okręgu nr 10 (Stryj-Turka-Żydaczów-Bóbrka-Dolina-Kałusz). W parlamencie należał do Klubu Ruskiego (Ruthenen-Klub) w grupie posłów narodowo-demokratycznych.
Podczas I wojny światowej i okupacji rosyjskiej Galicji wywieziony jako zakładnik w głąb Rosji (1915-1917). Pochowany na cmentarzu w Komarnie.
W 1998 jego imieniem nazwano ulicę w Kałuszu.